# مامباتو: بروميسنار بغداد
تبدأ القصة عندما يحاول بائع بيع سجادة لأم مامباتو ويخبرها بأنها كانت في السابق «بساط طائر».
يتحمس مامباتو للذهاب إلى بغداد في القرن السابع، حيث يوجد خليفة بغداد والذي سيكون مستوحى من قصص «ألف ليلة وليلة». كما هو الحال دائما، يسافر مامباتو إلى عصور ما قبل التاريخ ويدعو صديقه أوغو إلى هذه المغامرة.
عند وصولهم إلى بغداد، يتم إحضار أوغو إلى الخليفة لسرقته فاكهة من السوق. ولكنه يقوم بضرب الخليفة «بالعصا» في رأسه والذي يغضب ويأمر بقطع رأسهم في اليوم التالي. يتعرف مامباتو في الزنزانة على بروميسنار ابن الخليفة والذي لديه عمامة سحرية يستخدمها للمزاح.
في اليوم الذي يفترض فيه أعدام بروميسنار يتم الأفراج عنهم ولكنهم ينفون إلى الصحراء، حيث يقضون مغامرات عديدة، بما في ذلك معركة ضد الأربعون لصاً. وبينما هم هناك يتم خلع الخليفة من قبل الوزير، ويتم تجريده من عرشه. بالإضافة إلى أن بروميسنار يفقد عمامته، والآن هم ذاهبون في محاولة أستعادة العرش، ولكن هذه قصة أخرى.